# Vladislav al II-lea al Boemiei
Vladislav al II-lea (n. 1110, Boemia, Cehia – d. 18 ianuarie 1174, Meerane, Saxonia, Germania) aparținând Dinastiei Premislyd, a fost duce de Boemia din 1140. Aliat apropiat al împăratului Frederic Barbarossa, acesta i-a acordat titlul de „rege al Boemiei” în 1158.

## Biografie

### Alegerea ca Duce
Fiind fiul cel mare al ducelui Vladislav I al Boemiei și al soției sale, Richenza de Berg, Vladislav a avut o tinerețe aventuroasă. În timpul cârmuirii unchiului său, ducele Sobeslav I, neavând vreo șansă să obțină titlul de Duce, a părăsit Boemia în 1133 și s-a îndreptat spre rudele sale din Bavaria. Acolo urma să strângă o mică oaste pe care ducele Boemiei, Sobeslav I, voia să o pună la dispoziția împăratului. Vladislav a plecat cu banii destinați acestui scop și a dispărut în Ungaria. În 1140, după moartea unchiului său, Vladislav a fost ales duce de stările Boemiei deși cu doi ani înainte îl aleseseră ca duce pe fiul lui Sobeslav, care purta același nume (Vladislav). Împăratul a confirmat alegerea și Vladislav al II-lea s-a întors la Praga.
În 1142 un grup de nobili din Moravia sub conducerea lui Vratislav de Brno a încercat să-l înlăture pe Vladislav. Conrad al II-lea de Znojmo a ridicat o oaste cu care a invadat Boemia. În bătălia de pe Dealul Vysoká inițial Vladislav a învins în lupta de lângă Kutná Hora, însă datorită unei trădări în oastea sa, a trebuit să se retragă. Ajuns la Praga, a dat apărarea orașului în sarcina fratelui său mai mic, Děpold, iar el însuși a mers la regele Conrad al III-lea, la Würzburg pentru a-i cere ajutorul. Děpold a apărat cu succes Praga și după sosirea oastei imperiale, nobilii Moraviei s-au supus. Astfel Vladislav a reușit să impună Moraviei, care în deceniile precedente fusese sursa opoziției față de prinții boemi, cârmuirea de la Praga până în 1144. Un instrument important pentru aceasta a fost colaborarea cu episcopul de Olomouc, Jindřich Zdík. Posesiunile ecleziastice au fost complet scoase de sub controlul principilor laici. Acest lucru a slăbit puterea nobilimii Moraviei și, într-o măsură mai mică, a cârmuirii de la Praga.
În timpul cârmuirii lui Vladislav, Boemia a strâns legăturile cu Sfântul Imperiu Roman. Ducele Boemiei s-a alăturat oastei regelui Conrad în timpul celei de-a doua cruciade în Palestina (1147) perioadă în care Boemia a fost cârmuită de legatul papal, Guido. Totuși, Vladislav nu a ajuns în Palestina. Ajuns la Agram, unde s-a întâlnit cu împăratul bizantin, Manuel I, el și-a îndreptat oastea cruciată împotriva slavilor păgâni prin Kiev și Cracovia.

### Vladislav devine rege
După urcarea pe tron a regelui Frederic Barbarossa în 1152, relația cu acesta a fost rece inițial, deoarece noul suveran îi favoriza pe urmașii lui Soběslav. Vladislav și-a demonstrat curând loialitatea față de noul împărat, iar acesta i-a fost recunoscător. După participarea sa la campaniile militare din Italia și Polonia, împăratul Frederic Barbarossa i-a acordat coroana regală a Boemiei pe 11 ianuarie 1158 la Regensburg. Vladislav a fost al doilea membru al familiei Přemyslid care a purtat această coroană după Vratislav al II-lea (d. 1092). În plus, împăratul i-a dăruit orașul Bautzen, ceea ce însemna că la nord de munții Erzgebirge conducătorul Boemiei juca din nou un rol important. Împăratul a fost de acord cu obligația impusă Regatului Poloniei de a plăti tribut Sileziei și l-a sprijinit pe Vladislav în expansiunea sa. 
Vladislav a fost activ și în disputele cu privire la succesiunea la tronul Rusiei Kievene, fără a putea să exercite multă influență.
După 1160 el s-a implicat în conflictele cu Ungaria. În timpul absenței sale, Děpold era cel care lua deciziile în problemele statului. După ce acesta a murit de ciumă în 1167, relațiile cu împăratul s-au deteriorat, mai ales atunci când fiul lui Vladislav, Adalbert al III-lea, a devenit arhiepiscop de Salzburg și și-a exercitat toate drepturile de guvernare laice fără să fi primit regaliile de la împărat.
În timpul lungii domnii a lui Vladislav, Boemia s-a bucurat de o perioadă înfloritoare. Relațiile ei cu alte țări au adus multe influențe noi, în special în domeniul cultural. Deja sub predecesorii săi, dar din ce în ce mai mult sub cârmuirea sa, în Boemia au apărut noi ordine religioase reformate ca Ordinul Premonstratens, Ordinul cistercian și mai târziu Cavalerii ospitalieri. Au fost întemeiate mănăstiri între care se numără Mănăstirea Strahov, Mănăstirea Plasy, Mănăstirea Želiv și Mănăstirea Doksany. În jurul anului 1160 a fost construit în Praga peste râul Vltava podul de piatră „Juditha”, după numele soției lui Vladislav, Iudita de Turingia.

### Ultima parte a cârmuirii
Domnia lui Vladislav a reprezentat sfârșitul unei perioade de criză în Boemia care durase mai bine de o sută de ani. Deși Moravia a rămas margrafiat independent, a fost condusă deseori de un margraf aparținând familiei Přemyslid provenind din Praga. În plus, în vremurile tulburi din deceniile anterioare, crescuse influența nobilimii și a imperiului astfel încât sub Vladislav al II-lea și urmașii săi, Boemia a devenit o parte stabilă și puternică a imperiului cu o clasă nobiliară puternică. Această evoluție este reliefată de faptul că Vladislav a primit demnitatea regală în 1158.
Tot în timpul cârmuirii sale, s-a schimbat și statutul social al principilor suverani care au reprezentat mai târziu nobilimea teritorială. Statutul fostei feude reprezentând teritoriul cedat temporar în scopul îndeplinirii sarcinilor și serviciilor de către un nobil, a fost transformat astfel încât feuda să poată fi moștenită în întregime sau în mare parte. De asemenea, au fost construite în sate primele biserici romanice proprii de obicei din ordinul suveranului. În jurul acestor biserici existau așezări cu mici fortificații. Numele nobililor a început să includă numele localităților în care își aveau reședința. Mai ales în zonele nepopulate, încă împădurite, terenul a fost dat de regalitate conducătorilor în scopul colonizării. Așa au apărut primele familii de mici nobili boemi, ca: Hrabischitz, Rosenberg, Bavor de Strakonitz.
Spre sfârșitul vieții, dorind să-l impună pe fiul său cel mare, Frederic, ca succesor la funcția electivă de Principe al Boemiei, Vladislav a abdicat în favoarea lui fără a avea consimțământul prealabil al dietei nobililor sau aprobarea împăratului. Frederic a rămas pe tron mai puțin de un an înainte de a ceda locul lui Sobeslav al II-lea, fiul cel mare al unchiului său Sobeslav I Boemiei. Ca urmare a acestei acțiuni, bunele sale relații cu împăratul au fost tulburate, pe fondul creșterii puterii nobililor din Moravia care i se opuneau în disputa privind succesiunea sa. Bătrânul rege a părăsit Boemia și s-a retras în Turingia unde își avea posesiunile a doua sa soție. Vladislav a murit la Meerane în 1174 și a fost înmormântat în Mănăstirea Strahov.

### Căsătorii și descendenți
Vladislav al II-lea a fost căsătorit de două ori. Prima dată s-a căsătorit în 1140 cu Gertruda de Babenberg (d. 1150), fiica margrafului Leopold al III-lea al Austriei. Din această căsătorie au rezultat patru copii:
- Frederic, duce al Boemiei și principe de Olomouc;
- Agnes (d. 1228), stareță la biserica Sf. Gheorghe din Praga;
- Svatopluk (d. 1169), căsătorit cu fiica regelui Géza al II-lea al Ungariei;
- Adalbert, arhiepiscop de Salzburg.

A doua soție a lui Vladislav a fost Iudita de Turingia, fiica landgrafului Ludovic I. Din această căsătorie au rezultat trei copii:
- Ottokar, rege al Boemiei;
- Vladislav Henric (d. 1122), duce al Boemiei și margraf al Moraviei;
- Richeza (d. 1182), căsătorită cu ducele Henric de Mödling din Casa de Babenberg.